# Tân Thành, Ngã Bảy
Tân Thành là một xã thuộc thành phố Ngã Bảy, tỉnh Hậu Giang, Việt Nam.

## Địa lý
Xã Tân Thành nằm ở phía bắc thành phố Ngã Bảy, có vị trí địa lý:
- Phía đông giáp tỉnh Sóc Trăng
- Phía tây và phía bắc giáp huyện Châu Thành
- Phía nam giáp xã Đại Thành.

Xã Tân Thành có diện tích 14,81 km², dân số năm 2003 là 6.924 người, mật độ dân số đạt 467 người/km².

## Lịch sử
Ngày 12 tháng 5 năm 2003, Chính phủ ban hành Nghị định 48/2003/NĐ-CP về việc thành lập xã Tân Thành thuộc huyện Phụng Hiệp trên cơ sở điều chỉnh 1.481,1 ha diện tích tự nhiên và 6.924 người của xã Đại Thành.
Ngày 26 tháng 7 năm 2005, Chính phủ ban hành Nghị định 98/2005/NĐ-CP về việc chuyển xã Tân Thành thuộc huyện Phụng Hiệp sang trực thuộc thị xã Tân Hiệp mới thành lập.
Ngày 27 tháng 10 năm 2006, Chính phủ ban hành Nghị định số 124/2006/NĐ-CP về việc đổi tên thị xã Tân Hiệp thành thị xã Ngã Bảy, xã Tân Thành trực thuộc thị xã Ngã Bảy.
Ngày 10 tháng 1 năm 2020, Ủy ban Thường vụ Quốc hội ban hành Nghị quyết số 869/NQ-UBTVQH14 về việc thành lập thành phố Ngã Bảy thuộc tỉnh Hậu Giang. Xã Tân Thành trực thuộc thành phố Ngã Bảy.

## Hành chính
Xã Tân Thành được chia thành 7 ấp: Bảy Thưa, Đông An II, Đông An IIA, Đông Bình, Sơn Phú II, Sơn Phú IIA